# Vícerozměrný integrál
Vícerozměrný integrál je a určitý integrál reálné funkce více proměnných na dané množině. Zapisuje se {\displaystyle \int \cdots \int _{\mathbf {M} }\,f(x_{1},x_{2},\ldots ,x_{n})\,dx_{1}\!\cdots dx_{n}}, kde funkce {\displaystyle f(x_{1},x_{2},\ldots ,x_{n}):\mathbb {R} ^{n}\to \mathbb {R} } se nazývá integrand a {\displaystyle \mathbf {M} \subset \mathbb {R} } je daná vhodná množina. Tento zápis se často zkracuje na {\displaystyle \int _{\mathbf {M} }\!f(\mathbf {x} )\,d^{n}\mathbf {x} .}
Vícerozměrný integrál je různý pojem od vícenásobný integrál, tedy od postupné integrace po složkách, neboť vícenásobné integrály mohou existovat i pro neintegrovatelné funkce.
Vícerozměrný integrál se často vyčísluje pomocí Fubiniovy věty a substituce souřadnic.

## Definice

### Motivace

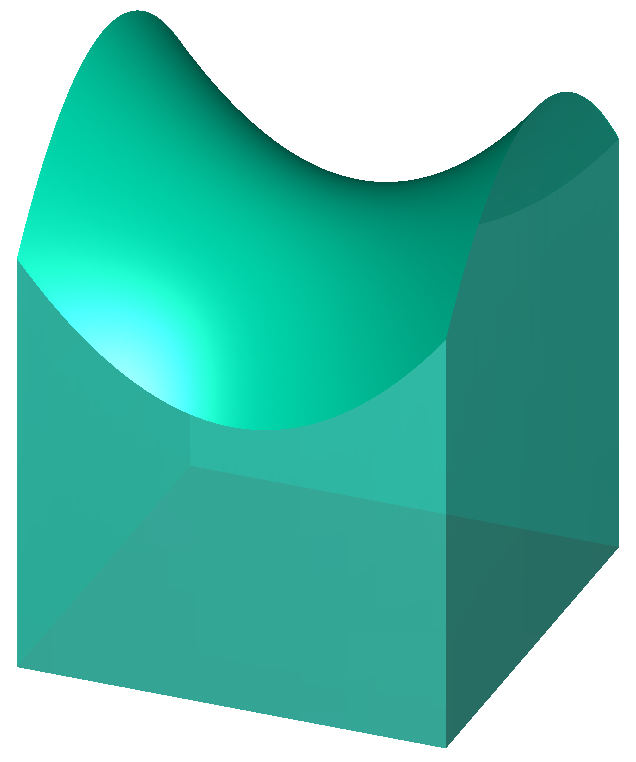
Dvojný integrál jako objem pod plochou.

Často je nutno udělat součet hodnot nějaké funkce na vícerozměrné množině. Například objem nějakého tělesa, hmotnost tělesa s nekonstantní hustotou, energii nějakého pole. Takovým součtem je právě vícerozměrný integrál.

### Dvojný integrál na obdélníku
Pro {\displaystyle n>1} mějme funkci {\displaystyle f:\mathbf {I} =\left\langle a_{1},b_{1}\right\rangle \times \left\langle a_{2},b_{2}\right\rangle \times \cdots \times \left\langle a_{n},b_{n}\right\rangle \subseteq \mathbb {R} ^{n}\to \mathbb {R} ^{+}}.
Rozdělíme-li každý z intervalů {\displaystyle \left\langle a_{i},b_{i}\right\rangle } na konečnou množinu disjunktních podintervalů {\displaystyle \left\langle a_{i,j},b_{i,j}\right\rangle }, získáme dělení n-rozměrného intervalu na systém intervalů {\displaystyle \mathbf {I} _{j}=\left\langle a_{1,j},b_{1,j}\right\rangle \times \left\langle a_{2,j},b_{2,j}\right\rangle \times \cdots \times \left\langle a_{n,j},b_{n,j}\right\rangle }, pro které platí {\displaystyle I=I_{1}\cup I_{2}\cup \cdots \cup I_{m}}.
(n+1)-rozměrný objem pod n-rozměrnou plochou (grafem funkce {\displaystyle f}) na intervalu {\displaystyle I\subseteq \mathbb {R} ^{n}} můžeme aproximovat Riemannovým součtem:
{\displaystyle \sum _{k=1}^{m}f(X_{k})\,\operatorname {\sigma } (I_{k})},
kdeXk jje prvek intervalu Ik and σ(Ik) je míra intervalu Ik (tedy součin délek jednotlivých jednorozměrných intervalů {\displaystyle \left\langle a_{i},b_{i}\right\rangle }) .
Řekneme, že funkce f je Riemannovsky integrovatelná, jestliže existuje konečná limita přes všechna dělení intervalu I na podintervaly míry maximálně δ:
{\displaystyle S=\lim _{\delta \to 0}\sum _{k=1}^{m}f(X_{k})\,\operatorname {\sigma } (C_{k})}.
Jestliže je f is Riemannovsky integrovatelná, tak S se nazývá (vícerozměrný) Riemannův integral funkce f na intervalu I a píše se
{\displaystyle \int \cdots \int _{I}\,f(x_{1},x_{2},\ldots ,x_{n})\,dx_{1}\!\cdots dx_{n}}.

### Na měřitelné množině
Buď funkce {\displaystyle f} omezená na neprázdné měřitelné množině {\displaystyle \mathbf {M} \subseteq \mathbb {R} ^{2}}. Řekneme, že funkce {\displaystyle f} je na množině {\displaystyle \mathbf {M} } (Riemannovsky) integrovatelná, je-li funkce {\displaystyle \mathbf {M} \cdot \chi _{\mathbf {M} }} definovaná předpisem
{\displaystyle \left(\mathbf {M} \cdot \chi _{\mathbf {M} }\right)\left(x_{1},x_{2},\ldots ,x_{n}\right)={\begin{cases}f\left(x_{1},x_{2},\ldots ,x_{n}\right),&{\mbox{pro }}x\in \mathbf {M} \\0,&{\mbox{pro }}x\in \mathbb {R} \smallsetminus \mathbf {M} \end{cases}}}
integrovatelná na nějakém uzavřeném vícerozměrném intervalu {\displaystyle \mathbf {J} \subseteq \mathbb {R} ^{n}} takovém, že {\displaystyle \mathbf {M} \subseteq \mathbf {J} }.
Vícenásobným (Riemannovým) integrálem funkce {\displaystyle f} na množině {\displaystyle \mathbf {M} } pak rozumíme číslo {\displaystyle \int \cdots \int _{\mathbf {M} }\,f\left(x_{1},x_{2},\ldots ,x_{n}\right)\,dx_{1}\!\cdots dx_{n}=\int \cdots \int _{\mathbf {J} }\,\left(\mathbf {M} \cdot \chi _{\mathbf {M} }\right)f\left(x_{1},x_{2},\ldots ,x_{n}\right)\,dx_{1}\!\cdots dx_{n}}.

Pro prázdnou množinu definujeme {\displaystyle \int \cdots \int _{\emptyset }\,f\left(x_{1},x_{2},\ldots ,x_{n}\right)\,dx_{1}\!\cdots dx_{n}=0} pro každou funkci {\displaystyle f:\mathbb {R} ^{n}\to \mathbb {R} }.

## Speciální případy
V případě, že {\displaystyle M\subseteq \mathbb {R} ^{2}}, tak {\displaystyle \iint _{M}f(x,y)\,dx\,dy} se nazývá dvojný integrál funkce f na M, dále pro {\displaystyle M\subseteq \mathbb {R} ^{3}} je {\displaystyle \iiint _{M}f(x,y,z)\,dx\,dy\,dz} trojný integrál funkce f na M.

## Vlastnosti
Většinu vlastností má vícerozměrný integrál stejné jako jednorozměrný určitý integrál. Mezi nimi linearitu, komutativitu.
Důležitou vlastností je, že hodnota vícenásobného integrálu nezávisí na pořadí integrace. Toto je známo jako Fubiniova věta.

### Podmínky integrovatelnosti
Je-li funkce {\displaystyle f:\mathbb {R} ^{n}\to \mathbb {R} } spojitá v uzavřeném intervalu {\displaystyle \mathbf {J} \subseteq \mathbb {R} ^{n}}, pak existuje {\displaystyle \iint _{M}f(x,y)\,dx\,dy}.

## Aplikace
Mezi aplikace vícerozměrného integrálu patří výpočet objemu, hmotnosti a umístění těžiště. Dále například výpočet energie fyzikálního pole.